# Crooked I
Crooked I, właśc. Dominick Wickliffe (ur. 23 września 1978 w Long Beach) – amerykański raper, członek supergrupy Slaughterhouse.

## Życiorys
Pierwszą wytwórnią w której pracował było Virgin Records, następnie pracował w Death Row Records, gdzie spędził cztery lata. Crooked zaczynał karierę występami na kompilacjach wytwórni 19th Street Records. Pracował również nad ścieżką dźwiękową do filmów takich jak „Caught Up” i „Ride”. Do wytwórni Death Row wstąpił w 2000 roku. Crooked I nagrał 2 albumy „Untouchable” i „Say Hi To The Bad Guy”, jednak nigdy nie ujrzały one światła dziennego z powodu kłopotów wytwórni Death Row. W 2003 roku udało mu się wydać mixtape „Westcoastanostra Vol.1”. Kiedy w 2004 roku albumy Crooked'a nie zostały wydane, opuścił on Death Row ponieważ wygasł mu kontrakt i założył własną wytwórnie Dynasty Entertainment. W czasie nagrywania albumu „Mama's Boy” pojawiły się kłopoty związane z Death Row i musiał zatrzymać nagrywanie albumu. Później zmienił jego nazwę na „Mama's Boy Got a Loaded Gun”. Wydał on wtedy mixtape „Young Boss Vol. 1”. W 2005 roku znów zmienił nazwę swojego debiutanckiego albumu, tym razem na Boss Music. W 2006 r. Crooked I wydał swój dokument „Life After Death Row” i mixtape „Young Boss Vol. 2”. Crooked I ponownie zmienił nazwę swojego albumu, który ma ukazać się w 2010 roku, ma on nazywać się „Million Dollar Story”.

## Dyskografia

### Albumy
- 2000 – Untouchable (niewydany)
- 2003 – Say Hi to the Bad Guy (niewydany)
- 2010 – Hood Star[1]
- 2011 – Million Dollar Story[2]
- 2013 – Apex Predator

### EP
- 2008 – Block Obama II
- 2010 – More Pigface Weapon Waist[3]

### Współpraca
- 2009 – Slaughterhouse (z Slaughterhouse)

### Oficjalne mixtape'y
- 2003 – Westcoasanostra Vol. 1
- 2004 – Young Boss Vol. 1
- 2006 – Young Boss Vol. 2
- 2008 – St. Valentine's Day Bossacre
- 2008 – The Block Obama: Hood Politics

## Filmografia
- 2004 – Bank Brothers[4]
- 2005 – Slumber Party[5]
- 2006 – Life After Death Row